# Championnats du monde de ski acrobatique 2003
Navigation
Édition précédente Édition suivante
Les Championnats du monde ski acrobatique de 2003 se déroulent à Deer Valley aux États-Unis.
Il s'agit de la 9e édition des Championnats du monde de ski acrobatique, la seconde aux États-Unis après Lake Placid en 1991, organisés par la Fédération internationale de ski.
Six épreuves sont programmées, trois pour les hommes et trois pour les femmes : bosses, bosses en parallèle et saut acrobatique.

## Palmarès

### Hommes
| Épreuves            | Or                        | Argent                      | Bronze                  |
| ------------------- | ------------------------- | --------------------------- | ----------------------- |
| Bosses              | Mikko Ronkainen, Finlande | Jeremy Bloom, États-Unis    | Toby Dawson, États-Unis |
| Bosses en parallèle | Jeremy Bloom, États-Unis  | Yugo Tsukita, Japon         | Toby Dawson, États-Unis |
| Saut                | Dmitri Arkhipov, Russie   | Alexei Grishin, Biélorussie | Steve Omischl, Canada   |

### Femmes
| Épreuves            | Or                       | Argent                     | Bronze                         |
| ------------------- | ------------------------ | -------------------------- | ------------------------------ |
| Bosses              | Kari Traa, Norvège       | Michelle Roark, États-Unis | Stéphanie Saint-Pierre, Canada |
| Bosses en parallèle | Kari Traa, Norvège       | Marina Cherkasova, Russie  | Shannon Bahrke, États-Unis     |
| Saut                | Alisa Camplin, Australie | Veronika Bauer, Canada     | Deidra Dionne, Canada          |